# Vjekoslav Novotni
Vjekoslav Novotni (Petrinja, 21. lipnja 1843. – 1928.) je bio hrvatski planinar, planinarski publicist, putopisac i pedagog. Bio je gimnazijski profesor i društveni mecena. Napisao je prve planinarske vodiče na hrvatskom jeziku. 
Predavao je 1873./1874. na Carskoj i kraljevskoj višoj gimnaziji u Rijeci predmete latinski i hrvatski jezik te na gimnaziji u Bjelovaru gdje je bio zamjenik ravnatelja.
Bio je glavni urednik časopisa Hrvatskog planinara (1904. – 1909.) u kojem je objavio brojne putopise. Od 1901. do 1907. bio je glavni tajnik Hrvatskog planinarskog društva čiji je član bio od osnutka. Autor je biciklističkog putopisa  Iz Zagreba preko Orjena do Kotora. Bio je prvi biciklist na vrhu Orjena.
U međusobnim čašćenjima i imenovanjima toponime po Rožanskim kukovima nazvane po sebi dobili su Ante Premužić (Premužićev toranj), Josip Poljak (Poljakov toranj), Dragutin Hirc (Hircov kuk), Vjekoslav Novotni (Novotnijev kuk) i Ljudevit Rossi (Rossijev kuk), a nešto prije Josip Pasarić i Ivan Krajač.. Izvorna imena kukova su se zauvijek izgubila iseljavanjem i izumiranjem izvornog velebitskog stanovništva te se danas planinari služe ovim imenima.
Napisao je knjige:
- Slovnica jezika staroslovenskoga, 1867.
- Prilozi k povijesti književnosti u Hrvatskoj, 1878.
- Vodič na Plješivicu i na Sv. Geru, 1906.
- VI. Sljeme, 1920.